# ピカソ美術館 (バルセロナ)

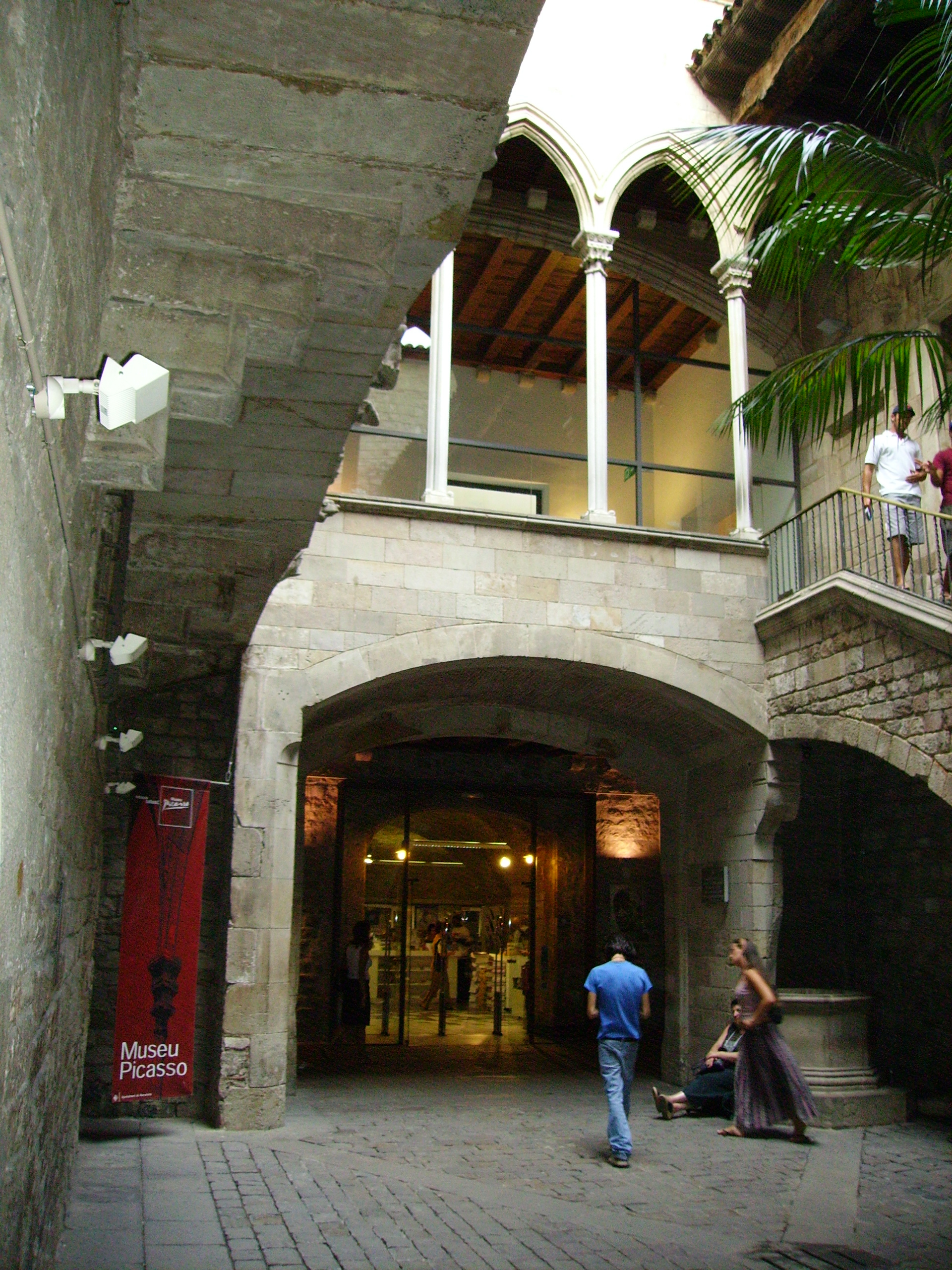
ピカソ美術館

ピカソ美術館 (カタルーニャ語: Museu Picasso) は、スペイン・バルセロナのゴシック地区にある美術館。
パブロ・ピカソの友人で秘書を務めたジャウメ・サバルテスの個人コレクションとバルセロナ市所蔵のピカソ作品を基礎に1963年に開館、のちに画家本人やその家族・友人からの寄贈を受け、さらにコレクションを拡大した。
ピカソの幼少期から「青の時代」の作品群、ディエゴ・ベラスケスの名作「ラス・メニーナス」を題材とした連作などがある。